# Val-Maravel

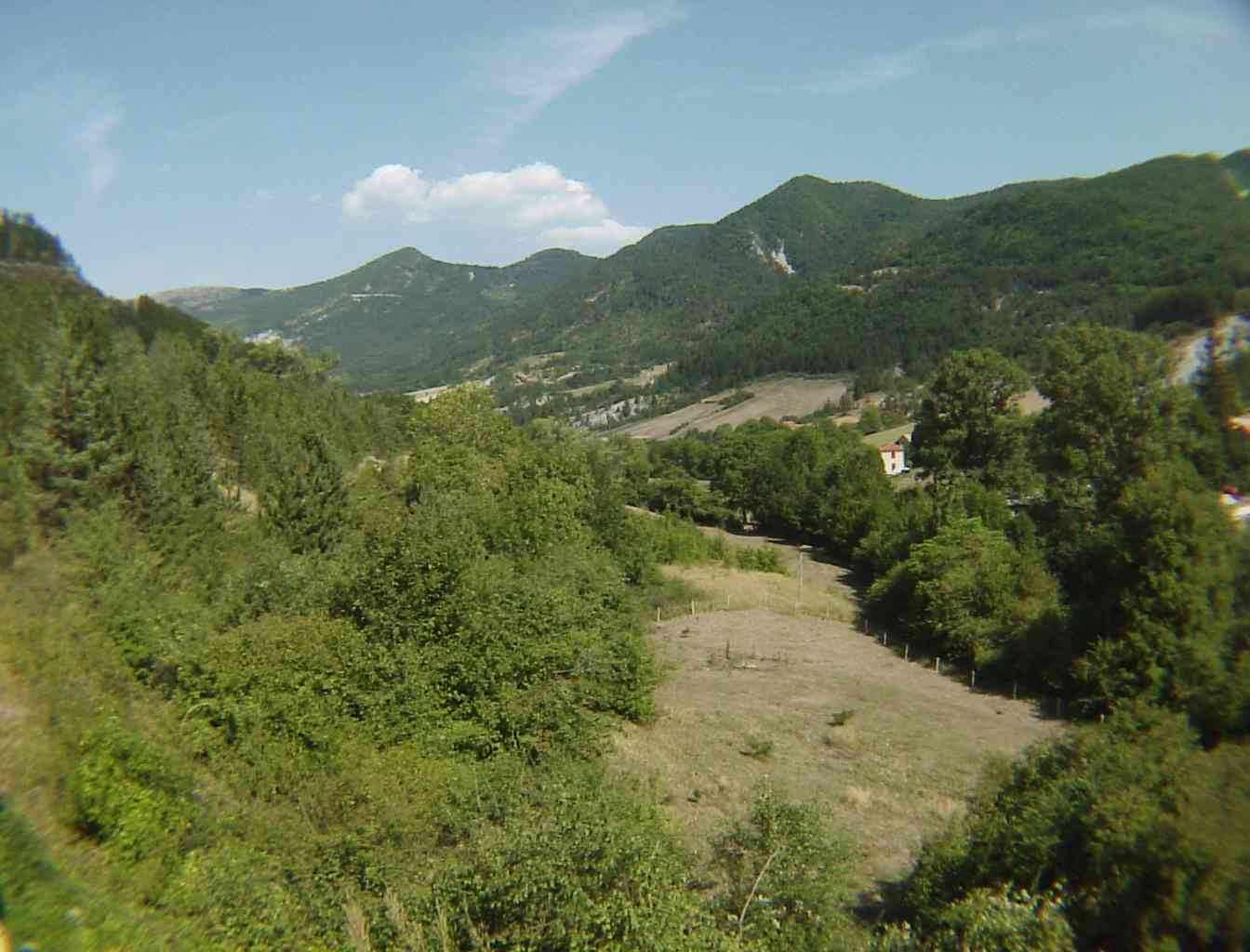
Val-Maravel depuis La Bâtie-Crémezin

Val-Maravel est une commune française située dans le département de la Drôme, en région Auvergne-Rhône-Alpes.
Val-Maravel est une commune récente. Elle est composée des anciennes communes de Fourcinet, La Bâtie Crémezin et Le Pilhon.

## Géographie

### Localisation
La commune de Val-Maravel est située à l'est de Luc-en-Diois.

### Relief et géologie
Située aux confins du Haut-Diois, limitrophe des Hautes-Alpes, Val-Maravel est une commune de moyenne montagne.
Elle est séparée des communes de Boulc (au nord), Lesches-en-Diois (à l'ouest), Beaurières (au sud) et La Haute-Beaume (à l'est) par des montagnes dépassant 1 300 m.
Sites particuliers :
- La commune culmine au mont Luzet (1 692 m) d'où l'on a une vue panoramique sur le Dévoluy, le massif de Glandasse, le mont Aiguille et la vallée du Buëch.
- La montagne Chauvet (1 617 m)[1].
- Le Serre de Rigaud (1 574 m)[1].
- La montagne du Puy (1 550 m)[1].
- La montagne Pierre Blanche (1 430 m)[1].

### Hydrographie
La commune est arrosée par :
- le ravin Aiguebelle, attesté en 1891 dans la commune du Pilhon. C'est un affluent de la rivière Maravel[2] ;
- le Ravin de Combe Noire, affluent du ruisseau le Maravel[3] ;
- le Ravin de Labéouroux, affluent du ruisseau le Maravel[3] ;
- le Ravin de la Condamine, affluent du ruisseau le Maravel[3] ;
- le Ruisseau de Poutillière et le Ruisseau des Ayes dont les sources sont dans la commune. Ils se réunissent pour former le ruisseau le Maravel[3] ;
- le ruisseau du Pra-Soubeyran, à la Bâtie-Crémezin, affluent de l'Aiguebelle.

### Climat
Pour des articles plus généraux, voir Climat d'Auvergne-Rhône-Alpes et Climat de la Drôme.
En 2010, le climat de la commune est de type climat méditerranéen altéré, selon une étude du CNRS s'appuyant sur une série de données couvrant la période 1971-2000. En 2020, Météo-France publie une typologie des climats de la France métropolitaine dans laquelle la commune est exposée à un climat de montagne ou de marges de montagne et est dans la région climatique  Alpes du sud, caractérisée par une pluviométrie annuelle de 850 à 1 000 mm, minimale en été. 
Pour la période 1971-2000, la température annuelle moyenne est de 9,4 °C, avec une amplitude thermique annuelle de 16,6 °C. Le cumul annuel moyen de précipitations est de 984 mm, avec 8,3 jours de précipitations en janvier et 5,6 jours en juillet. Pour la période 1991-2020, la température moyenne annuelle observée sur la station météorologique de Météo-France la plus proche, dans la commune de Valdrôme à 10 km à vol d'oiseau, est de 10,1 °C et le cumul annuel moyen de précipitations est de 1 065,5 mm,. Pour l'avenir, les paramètres climatiques de la commune estimés pour 2050 selon différents scénarios d'émission de gaz à effet de serre sont consultables sur un site dédié publié par Météo-France en novembre 2022.

### Voies de communication et transports
Le seul accès routier asphalté est celui percé par l'écoulement du Maravel, au sud-ouest : une gorge de quinze mètres entre deux rochers verticaux. La pierre en rive droite a été percée pour permettre le passage d'une route départementale. Historiquement, cette route a été créée pendant les travaux du chemin de fer à la toute fin du XIXe siècle[réf. nécessaire].
Il existe également comme accès :
- un accès depuis Beaurières passant par la hameau de La Vière qui est l'ancienne route d'accès à Fourcinet. Cette route est le prolongement de la rue qui passe devant l'église de Beaurières. Carrossable en tout-terrain jusqu'à il y a quelques années, ce passage a été interrompu par des travaux privés ;
- un accès chemin de terre depuis Lesches-en-Diois qui arrive aux Marins, vers le haut de Fourcinet. Cet accès est accessible en véhicule tout terrain ;
- un accès chemin de terre entre Le Pilhon et Bonneval (vallée de Boulc), également accessible en véhicule tout-terrain.

Enfin, il faut signaler qu'il existait autrefois une liaison pédestre entre La Bâtie-Crémezin et Montbrand dans les Hautes-Alpes, aujourd'hui disparue : les pèlerins allant de Turin à Saint-Jacques de Compostelle y passaient au Moyen Âge (par le Col Domenge) et il est probable qu'Hannibal utilisa ce passage avec ses éléphants vers 217 av. JC.
La variante officielle du GR.91 passe au Pilhon et conduit au Col de Cabre. Il existe un gîte d'étape au Pilhon et un gîte à la Bâtie-Crémezin.
La gare SNCF la plus proche est celle de Luc-en-Diois (halte des trains sur la ligne de Valence à ) mais il faut aller à Die, ou à Aspres-sur-Buëch (36 km dans les Hautes-Alpes), pour trouver une desserte régulière.
Il existe une borne de recharge pour véhicule électrique privée (domestique UE et type 1), accessible à La Bâtie-Crémezin.

## Urbanisme

### Typologie
Au 1er janvier 2024, Val-Maravel est catégorisée commune rurale à habitat très dispersé, selon la nouvelle grille communale de densité à 7 niveaux définie par l'Insee en 2022.
Elle est située hors unité urbaine et hors attraction des villes,.

### Occupation des sols
L'occupation des sols de la commune, telle qu'elle ressort de la base de données européenne d’occupation biophysique des sols Corine Land Cover (CLC), est marquée par l'importance des forêts et milieux semi-naturels (83,7 % en 2018), en augmentation par rapport à 1990 (82,8 %). La répartition détaillée en 2018 est la suivante : 
forêts (71,7 %), prairies (12,7 %), milieux à végétation arbustive et/ou herbacée (9,6 %), zones agricoles hétérogènes (3,6 %), espaces ouverts, sans ou avec peu de végétation (2,5 %). L'évolution de l’occupation des sols de la commune et de ses infrastructures peut être observée sur les différentes représentations cartographiques du territoire : la carte de Cassini (XVIIIe siècle), la carte d'état-major (1820-1866) et les cartes ou photos aériennes de l'IGN pour la période actuelle (1950 à aujourd'hui).

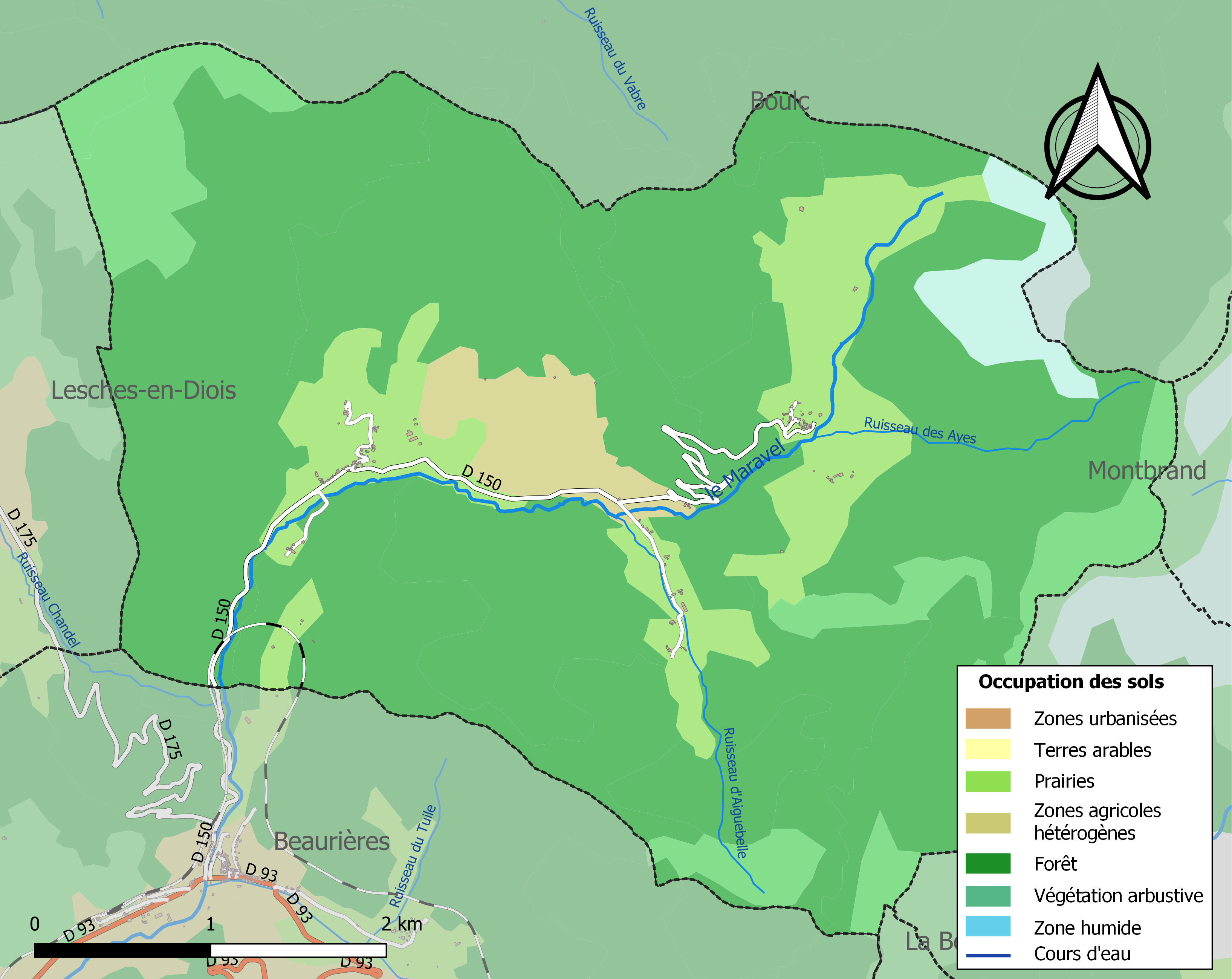
Carte des infrastructures et de l'occupation des sols de la commune en 2018 (CLC).

### Morphologie urbaine
La commune compte trois villages principaux (Fourcinet, environ 840 m d'altitude), la Bâtie Crémezin (860 m) et le Pilhon (1 050 m).

#### Quartiers, hameaux et lieux-dits
Site Géoportail (carte IGN).
- Fourcinet
- la Bâtie Crémezin
- la Grange
- la Vière
- la Viste
- le Fournat
- le Pilhon
- les Forestiers
- les Marins
- les Sartrous
- le Villard
- Pierre Brune
- Viel
- Vière

Anciens quartiers, hameaux et lieux-dits :
- Allemagne est un quartier attesté en 1891 (commune de Fourcinet). Il était dénommé la Basse et Haute-Allemagne au XVIIIe siècle (Carte de Cassini)[16].

## Toponymie

### Attestations

#### Fourcinet
Dictionnaire topographique du département de la Drôme :
- 1378 : Forcinetum (cartulaire de Montélimar, 72).
- 1509 : mention de l'église Notre-Dame : ecclesia Beate Marie de Forcineto (visites épiscopales).
- 1891 : Fourcinet, commune du canton de Luc-en-Diois.

#### La Bâtie Crémezin
- 1540 : La Bastie Cremase (inventaire de la chambre des comptes)[18].
- 1706 : La Bâtie Cremesin (dénombrement du royaume)[18].
- XVIIIe siècle : La Bâtie Cramois (Carte de Cassini)[18].
- 1891 : La Bâtie-Cramezin, commune du canton de Luc-en-Diois[18].
- 1992 : La Bâtie-Crémezin[1].
- Avant 2020 : La Bâtie Crémezin[3].

#### Le Pilhon
Dictionnaire topographique du département de la Drôme :
- 1140 : Alpillo (cartulaire de Durbon).
- 1166 : mention du mandement : mandamentum de Alpilione (cartulaire de Durbon).
- 1246 : Al Pillon (cartulaire de Léoncel, 146).
- 1247 : Al Pillo (cartulaire de Léoncel, 152).
- 1293 : de Alpillone (cartulaire de Die, 129).
- 1299 : de Alpilione (de Coston, Étym. de la Drôme, 213).
- 1330 : Arpillio (inventaire de la chambre des comptes).
- XIVe siècle : mention de la paroisse : capella de Alpilhone (pouillé de Die).
- 1429 : castrum de Upilhono (archives de la Drôme, E 4100).
- 1450 : mention de la paroisse : cura de Alpilhone (Rev. de l'évêché de Die).
- 1509 : mention de l'église paroissiale Saint-Claude : ecclesia parrochialis Sancti Claudii de Opillone (visites épiscopales).
- 1517 :  mention de la paroisse : ecclesia de Alpilhonne (rôle de décimes).
- XVIIe siècle : Arpillon (inventaire de la chambre des comptes).
- 1891 : Le Pilhon, commune du canton de Luc-en-Diois.
- Avant 2020 : Le Pilhon[3].

#### Val-Maravel
- 1973[réf. nécessaire] : Val-Maravel.

### Étymologie
Fourcinet
La Bâtie-Crémezin
La Bâtie-Crémezin vient du vieux français : une Bâtie (en occitan, on dirait une bastide) est une ferme fortifiée établie sur des essarts et Crémezin vient de Cramoisin qui veut dire brulée.

La Bâtie-Crémezin était à l'origine une des trois fermes-chapelles qui alimentaient le Prieuré de Beaurières (les deux autres étant La Bâtie-des-Fonds (aux sources de la Drôme) et Saint-Pierre (à Beaumont-en-Diois). Ces établissements bénédictins figurent à l'inventaire d'Aurillac de 955.
Le Pilhon
Val-Maravel
La nouvelle commune a pris le nom de la vallée de son principal ruisseau.

## Histoire

### Du Moyen Âge à la Révolution

#### Fourcinet
La seigneurie :
- Au point de vue féodal, Fourcinet était un fief de la baronnie de la Val-de-Thorane (voir Les Tours, commune de Beaurières).
- 1464 : la terre est confisquée à Guillaume, bâtard de Poitiers, par le roi Louis XI et donnée à François d'Eurre
- Elle passe aux Agoult.
- 1603 : vendue aux Armand.
- 1676 : vendue aux Ponnat, derniers seigneurs.

1786 (démographie) : 22 habitants.
Avant 1790, Fourcinet était une communauté de l'élection de Montélimar, de la subdélégation de Crest et du bailliage de Die.
Elle formait une paroisse du diocèse de Die, qui fut presque toujours unie à celle de Beaurières, et dont l'église était sous le vocable de Notre-Dame.

#### La Bâtie Crémezin
La seigneurie : au point de vue féodal, cette communauté faisait partie de la terre de Beaurières.
Avant 1790, la Bâtie-Cramezin était une communauté de l'élection de Montélimar, subdélégation de Crest et du bailliage de Die. Elle était unie à celle du Pilhon pour le service paroissial.

#### Le Pilhon
La seigneurie : 
- Au point de vue féodal, le Pilhon était un fief de la baronnie de la Val de Toranne (voir Les Tours, commune de Beaurières).
- Elle est premièrement possédée par une famille de son nom.
- Milieu XVIe siècle : elle est en partie possédée par les Chabestan.
- 1578 : la terre passe aux Roux.
- En 1789, monsieur de Ponnat est le dernier seigneur.

Avant 1790, le Pilhon était une communauté de l'élection de Montélimar, de la subdélégation de Crest et du bailliage de Die.

Elle formait une paroisse du diocèse de Die, dont l'église, premièrement dédiée à saint Claude, était sous le vocable de Saint-Jean-Baptiste. La cure était de la collation de l'évêque diocésain et les dîmes appartenaient, partie à l'évêque et partie au curé.

Le mandement du Pilhon avait la même étendue que la commune de ce nom :

### De la Révolution à 1973
En 1790, les communes de Fourcinet, La Bâtie Crémezin et Le Pilhon sont comprises dans le canton de Valdrôme. La réorganisation de l'an VIII (1799-1800) les place dans le canton de Luc-en-Diois,,.

### Depuis 1973: Val-Maravel
La commune est créée en 1973 par réunion des communes de Fourcinet, La Bâtie Crémezin et Le Pilhon[réf. nécessaire].

## Politique et administration
| Période                                                            | Période                        | Identité                                 | Étiquette        | Qualité                       |
| ------------------------------------------------------------------ | ------------------------------ | ---------------------------------------- | ---------------- | ----------------------------- |
| Les données manquantes sont à compléter. : Fourcinet               |                                |                                          |                  |                               |
| 1790                                                               | 1973                           | ?                                        |                  |                               |
| Les données manquantes sont à compléter. : La Bâtie Crémezin       |                                |                                          |                  |                               |
| 1790                                                               | 1973                           | ?                                        |                  |                               |
| Les données manquantes sont à compléter. : Le Pilhon               |                                |                                          |                  |                               |
| 1790                                                               | 1973                           | ?                                        |                  |                               |
| Les données manquantes sont à compléter. : Val-Maravel depuis 1973 |                                |                                          |                  |                               |
| 1973                                                               |                                | ?                                        |                  |                               |
| 1977                                                               |                                | ?                                        |                  |                               |
| 1983                                                               |                                | ?                                        |                  |                               |
| 1989                                                               | 1995                           | Marie-Lyse Galland                       | PS               |                               |
| 1995                                                               | 2001                           | Marie-Lyse Galland                       |                  | maire sortante                |
| 2001                                                               | 2008                           | Marie-Lyse Galland                       |                  | maire sortante                |
| 2008                                                               | 2014                           | Monique Astier                           | (sans étiquette) | retraitée (fonction publique) |
| 2014                                                               | 2020                           | Monique Astier                           |                  | maire sortante                |
| 2020                                                               | En cours (au 24 décembre 2020) | Charles Meyssonnier[source insuffisante] | (sans étiquette) |                               |

## Population et société

### Démographie
L'évolution du nombre d'habitants est connue à travers les recensements de la population effectués dans la commune depuis 1793. Pour les communes de moins de 10 000 habitants, une enquête de recensement portant sur toute la population est réalisée tous les cinq ans, les populations de référence des années intermédiaires étant quant à elles estimées par interpolation ou extrapolation. Pour la commune, le premier recensement exhaustif entrant dans le cadre du nouveau dispositif a été réalisé en 2004.

En 2022, la commune comptait 49 habitants, en évolution de −14,04 % par rapport à 2016 (Drôme : +2,64 %, France hors Mayotte : +2,11 %).
| 1793 | 1800 | 1806 | 1821 | 1831 | 1836 | 1841 | 1846 | 1851 |
| ---- | ---- | ---- | ---- | ---- | ---- | ---- | ---- | ---- |
| 186  | 208  | 175  | 179  | 189  | 177  | 180  | 181  | 177  |

| 1856 | 1861 | 1866 | 1872 | 1876 | 1881 | 1886 | 1891 | 1896 |
| ---- | ---- | ---- | ---- | ---- | ---- | ---- | ---- | ---- |
| 161  | 153  | 150  | 141  | 140  | 162  | 293  | 109  | 102  |

| 1901 | 1906 | 1911 | 1921 | 1926 | 1931 | 1936 | 1946 | 1954 |
| ---- | ---- | ---- | ---- | ---- | ---- | ---- | ---- | ---- |
| 110  | 120  | 118  | 85   | 77   | 62   | 71   | 54   | 53   |

| 1962 | 1968 | 1975 | 1982 | 1990 | 1999 | 2004 | 2006 | 2009 |
| ---- | ---- | ---- | ---- | ---- | ---- | ---- | ---- | ---- |
| 37   | 29   | 48   | 43   | 41   | 43   | 47   | 44   | 42   |

| 2014 | 2019 | 2022 | - | - | - | - | - | - |
| ---- | ---- | ---- | - | - | - | - | - | - |
| 54   | 51   | 49   | - | - | - | - | - | - |

### Enseignement
La commune relève de l'académie de Grenoble. Les enfants vont à l'école de Beaurières, puis au collège et au lycée de Die (arrêt de bus à Beaurières, desservi vers Die à 6 h 50 et depuis Die à 18 h 20)[réf. nécessaire].

### Manifestations culturelles et festivités
- Fête communale : le dernier dimanche d'août[1].

### Loisirs
- Randonnées[1].

## Économie

### Agriculture
En 1992 : pâturages (ovins, caprins).
L'essentiel de l'activité concerne l'élevage ovin et bovin ; l'ONF y gère également une large surface de pins noirs[réf. nécessaire].

### Commerce
Les commerces ont disparu.

La plus proche épicerie est à Beaurières (à 4 km) de Fourcinet ; le tabac-presse est à Luc-en-Diois (18 km) ; le supermarché est à Die (38 km).

## Culture locale et patrimoine

### Lieux et monuments
- Grandes fermes[1].
- Fourcinet : temple protestant[réf. nécessaire].
- Église Saint-Jean-Baptiste du Pilhon : petite église catholique : abside gothique[1].
- Le Pilhon : ancien temple protestant[1].

### Patrimoine naturel
De nombreuses espèces animales sont présentes dans la commune : cerf, chevreuil, sanglier, blaireau, renard, buse, milan, chardonneret, mésange, tarin, rouge-gorge, etc.[réf. nécessaire].

### Héraldique, logotype et devise
|  | Val-Maravel possède des armoiries dont l'origine et le blasonnement exact ne sont pas disponibles. |